# جودي ميخالسكا
جودي ميخالسكا (مواليد 2 سبتمبر 1986) لاعبة كرة قدم إنجليزية تلعب كمهاجم في بطولة شيفيلد يونايتد للسيدات. أمضت في السابق أربعة مواسم مع لينكولن للسيدات في القسم الشمالي من الدوري الإنجليزي الممتاز للسيدات.    

## المسيرة المهنية
سجلت ميتشالسكا 75 هدفا في 25 مباراة خلال موسم 2005-06 ل منطقة ميدلاند الشرقية الدوري الممتاز نادي شيفيلد للسيدات اف سي. حصلت ميكالسكا على انتقال صيف 2006 إلى لينكولن سيتي، الذي تنافس في القسم الشمالي من الدوري الإنجليزي الممتاز للسيدات، ثم المستوى الثاني من كرة القدم النسائية في إنجلترا.
في 2006-2007 وصلت ميكالسكا إلى لقب أفضل هداف في الدوري الشمالي الممتاز، حيث حصلت على الجائزة في حفل جوائز كرة القدم للسيدات في ذلك العام. وسجلت ما مجموعه 35 هدفا في 2007-2008 والحصول على جائزة أفضل هداف لها. وأشاد رئيس النادي جيف آدامز بقدرة ميخالسكا وولائها: «إن الفضل الكبير لهذه اللاعبة، بصراحة، هي بارعة بما يكفي للعب مع أي ناد موجود حاليًا في الشعبة الوطنية» 
في نوفمبر 2008، سجلت ميخالسكا وبار أربعة أهداف لكل منهما في فوز بنتيجة 9-0 على روثرهام يونايتد. غابت لينكولن عن الترقية بعد حصولها على المركز الثاني في 2008-2009 و 2009-2010، لكنها نجحت في الحصول على واحد من ثمانية.
بعد ولادة طفلها الأول، عادت ميكالسكا إلى التدريب مع لينكولن قبل الموسم الافتتاحي 2011 للدوري الانجليزي الممتاز للسيدات. في مارس 2011، تم إرسالها على سبيل الإعارة إلى شيفيلد اف سي للسيدات، من أجل استعادة لياقتها. سجلت ميكالسكا أول ظهور لها لنادي بلدتها وساعدت الفريق على الترقية من المجموعة الشمالية في أول موسم لها.
في 2011–12 تنافس شيفيلد على مستوى القسم الشمالي من الدوري الإنجليزي الممتاز للمرة الأولى، المستوى الثالث من كرة القدم النسائية الإنجليزية بعد دخول الدوري الانجليزي الممتاز للسيدات. سجلت ميكالسكا 42 هدفاً في جميع المسابقات حيث وصل الفريق إلى مانشستر سيتي في الدوري. أحرزت هدفين في المباراة النهائية ضد شيفيلد، حيث فاز النادي بكأس مقاطعة شيفيلد وهالامشاير للمرة الأولى.
بقيت ميكالسكا مع شيفيلد في 2012-2013، مع أهدافها الـ 38 التي ساعدت الفريق على الفوز بلقب الدوري الشمالي الممتاز. في جوائز كرة القدم للسيدات في عام 2013، حصلت على جائزة أفضل هداف في الدوري الممتاز الشمالي للمرة الخامسة في سبعة مواسم. في نوفمبر 2013، سجلت ميكالسكا هدفها رقم 100 لشيفيلد، في مباراتها رقم 86 للنادي. أعطت مديرة شيفيلد هيلين ميتشل ميكالسكا قيادة الفريق وأشادت بإنجازها: «إنها فريدة من نوعها، ونحن فخورون للغاية لأنها تلعب مع شيفيلد إف سي. إنها بالفعل جزء من التاريخ هنا، لكنني متأكد من أن هناك المزيد في المستقبل».
فازت شيفيلد بكأس الدوري الإنجليزي الممتاز للسيدات في مايو 2014، وسجلت ميخالسكا الهدف الرابع في فوز 6-2 على كارديف سيتي في ملعب بيريلي في بورتون أبون ترينت. في 2013-2014 و2014–15، احتفظت ميكالسكا بموقعها كأفضل هداف في الدوري الشمالي الممتاز حيث فاز شيفيلد بالدوري في كلتا المناسبتين. في الموسم الأخير، ساعدت النادي على هزيمة بورتسماوث، بطل الدوري الجنوبي، في مباراة فاصلة لفتحة الترويج الجديدة المتوفرة في FA WSL 2. سجلت هاتريك ضد نادي سبورتينغ ألبيون في اليوم الأخير من الموسم في ميشالسكا وبرصيد 25 هدفاً، بزيادة 11 هدفاً عن ثاني أكبر هداف في الدوري، ووصلت أيضاً إلى الدرجة 200.
بدأ شيفيلد بداية سيئة بشكل غير متوقع في الموسم الثاني للدوري، لكن ميكالسكا سجلت أول فوز لها على المستوى الأعلى. فوز بنتيجة 3-1 على بريستول سيتي قبل استراحة منتصف الموسم في مايو 2016.

## الحياة الشخصية
تزوجت ميكالسكا في أغسطس 2008 من كارمن ميكالسكا. كان كارمن جنديا عرف باسم «ملاك هايتي» بعد إنقاذه أحد الناجين بعد 11 يومًا من زلزال هايتي عام 2010. ولدت طفلتهما الأولى، فاي، في ديسمبر 2010 بعد دورة من الإخصاب في المختبر.